# Іжаковці
Іжаковці (словен. Ižakovci) — поселення в общині Белтинці, Помурський регіон, Словенія. Висота над рівнем моря: 179,4 м.